# Acrolophus arcanella
Acrolophus arcanella är en fjärilsart som beskrevs av James Brackenridge Clemens 1859. Acrolophus arcanella ingår i släktet Acrolophus och familjen Acrolophidae. Inga underarter finns listade i Catalogue of Life.